# Heterostreptus coeruleopes
Heterostreptus coeruleopes är en mångfotingart som beskrevs av Christoph D. Schubart 1968. Heterostreptus coeruleopes ingår i släktet Heterostreptus och familjen Spirostreptidae. Inga underarter finns listade i Catalogue of Life.